# پادشاه مسحور
پادشاه مسحور (انگلیسی: Captivating the King; کره‌ای: 세작, 매혹된 자들) یک مجموعه تلویزیونی کره جنوبی با بازی جو جونگ سوک، شین سه کیونگ، لی شین یونگ و پارک یه یونگ است. این مجموعه از ۲۱ ژانویه تا ۳ مارس ۲۰۲۴ روزهای شنبه و یکشنبه ساعت ۲۱:۲۰ (کی‌اس‌تی) از تی‌وی‌ان برای ۱۶ قسمت پخش شد. این مجموعه همچنین برای استریم در نتفلیکس در مناطق منتخب قابل دسترسی است.

## بازیگران

### اصلی
- جو جونگ سوک در نقش یی این[۹]
- شین سه کیونگ در نقش کانگ هی سو / کانگ مونگ وو[۳]
- لی شین یونگ در نقش کیم میونگ ها[۴]
- پارک یه یونگ در نقش بانو دونگ[۴]